# David Lilley (Snookerspieler)
David Thomas Lilley (* 19. Oktober 1975) ist ein englischer Snookerspieler. Der Amateureuropameister von 1995 spielte von 2019 bis 2021 und ab 2022 als Profi auf der World Snooker Tour und gewann 2021 die World Seniors Championship.

## Karriere
David Lilleys erster größerer Erfolg war der Gewinn der Amateureuropameisterschaft 1995 durch einen 8:7-Finalsieg gegen seinen Landsmann David Gray. Bei der Amateurweltmeisterschaft desselben Jahres gelang ihm ebenfalls der Einzug ins Endspiel. Dort unterlag er jedoch dem Thailänder Sakchai Sim-Ngam mit 7:11. 1997 erreichte er erstmals das Finale der englischen Amateurmeisterschaft und gewann dieses mit 8:7 gegen Robert Marshall. Bei der Amateur-WM 1997 erreichte er das Viertelfinale. 1999 wurde er durch einen 8:5-Sieg im Finale gegen Andrew Norman englischer Amateurmeister. Im selben Jahr erreichte er das Halbfinale der Amateureuropameisterschaft und das Finale der Amateur-WM, in dem er dem Waliser Ian Preece mit 8:11 unterlag. 2000 verlor er das Finale der englischen Amateurmeisterschaft mit 5:8 gegen Nick Marsh. Im Februar 2002 nahm er erstmals an der Qualifikation zur Profiweltmeisterschaft teil, schied jedoch in der zweiten Qualifikationsrunde gegen Timothy Paling aus. 2004 gewann Lilley durch einen 8:6-Sieg gegen Wayne Cooper zum dritten Mal die englische Amateurmeisterschaft. Bei der Amateur-WM 2004 unterlag er im Halbfinale dem späteren Weltmeister Mark Allen nur knapp mit 6:8. In der Qualifikation zur Profi-WM 2005 schied er in der dritten Runde gegen Stuart Mann aus. Bei der englischen Amateurmeisterschaft 2007 verlor er im Finale gegen Martin Gould nur knapp mit 7:8.
Nachdem er einige Jahre lang nicht an internationalen Turnieren teilgenommen hatte, trat er im August 2012 beim zweiten Turnier der Players Tour Championship 2012/13 an und schied dort in der ersten Qualifikationsrunde gegen Ben Harrison aus. Bei der Amateureuropameisterschaft 2013 erreichte er das Viertelfinale, das er mit 2:5 gegen Gareth Allen verlor. Im Mai 2016 versuchte er sich über die Q School für die Main Tour zu qualifizieren. Beim ersten Turnier erreichte er das Finale seiner Gruppe, verlor dort jedoch gegen den Chinesen Chen Zhe, beim zweiten Turnier schied er in der zweiten Runde aus. Damit verpasste er zwar die Qualifikation für die Main Tour, als Siebzehnter der Q-School-Order-of-Merit konnte er jedoch als Nachrücker an Turnieren der Saison 2016/17 teilnehmen. Bei den Indian Open 2016, dem zweiten Weltranglistenturnier der Saison, erhielt er erstmals einen Startplatz. Nachdem er sich in der Qualifikation mit 4:3 gegen Tian Pengfei durchsetzen konnte, besiegte er in der Hauptrunde Mike Dunn, Mark Williams und Robert Milkins und erreichte so das Viertelfinale, in dem er dem Engländer Shaun Murphy nach einem zwischenzeitlichen 2:2 mit 2:4 unterlag. In der weiteren Saison trat er bei vier weiteren Ranglistenturnieren an, wobei er nicht über die Runde der letzten 128 hinaus kam und lediglich in der Qualifikation zum Paul Hunter Classic 2016 zwei Spiele gewann. Auf der Amateurebene erreichte er unterdessen zweimal das Finale bei der English Amateur Tour, wobei er einmal gewann, und zog bei der englischen Amateurmeisterschaft ins Endspiel ein, in dem er Billy Joe Castle mit 8:10 unterlag. Bei der EM 2017 erreichte er die Runde der letzten 32. Bei der Q School 2017 gewann er in beiden Turnieren jeweils zwei Spiele und verpasste somit die Qualifikation für die Profitour.
In der Saison 2017/18 nahm er an zwei Profiturnieren teil. Während er bei den English Open 2017 in der Vorqualifikation gegen Allan Taylor (3:4) ausschied, besiegte er beim Snooker Shoot-Out 2018 den Chinesen Chen Zhe, bevor er in der Runde der letzten 64 dem Waliser Matthew Stevens mit 26:27 (Punkte) knapp unterlag. Daneben gewann er durch einen 4:3-Finalsieg gegen Harvey Chandler ein Turnier der English Amateur Tour und erreichte bei der WSF Championship 2018 das Sechzehntelfinale, wohingegen er bei der englischen Meisterschaft frühzeitig ausschied.
Bei der Q School 2018 verpasste Lilley nur knapp die Qualifikation zur Profitour, als er in allen drei Turnieren das Halbfinale seiner Gruppe erreichte. Als Erstplatzierter der Q-School-Rangliste konnte er jedoch erneut als Nachrücker an zahlreichen Turnieren teilnehmen. Vierzehnmal trat er in der Saison 2018/19 bei Profiturnieren an, wobei er viermal die Runde der letzten 64 erreichte und zweimal ins Sechzehntelfinale gelangte; bei der International Championship 2018 besiegte er Ricky Walden und Ben Woollaston, bevor er in der Runde der letzten 32 gegen Alfie Burden verlor und bei den Scottish Open 2018 kam er unter anderem durch einen Sieg gegen Mark King ins Sechzehntelfinale, in dem er Ali Carter mit 1:4 unterlag. Im April 2019 nahm er 14 Jahre nach seiner letzten Teilnahme zum dritten Mal an der Qualifikation zur Profiweltmeisterschaft teil und musste eine 7:10-Auftaktniederlage gegen Eden Sharav hinnehmen.
Daneben nahm Lilley in der Spielzeit 2018/19 an der Challenge Tour teil, bei der er zweimal ins Finale einzog. Nachdem er sich im September 2018 beim Turnier in Derby mit 3:1 gegen Brandon Sargeant durchgesetzt hatte, musste er sich im November in Budapest Simon Bedford mit 1:3 geschlagen geben. In der Abschlussrangliste der Challenge Tour belegte er den vierten Platz. Auf der English Amateur Tour gewann er zwei Turniere und wurde zweimal Zweiter. Im März 2019 besiegte Lilley bei der Europameisterschaft unter anderem Patrik Tiihonen und Shachar Ruberg und zog nach 1995 zum zweiten Mal ins EM-Finale ein, in dem er sich dem Polen Kacper Filipiak mit 4:5 geschlagen geben musste. Im Mai 2019 qualifizierte sich Lilley beim ersten Turnier der Q School durch einen 4:0-Sieg im Finale seiner Gruppe gegen Sean Maddocks für die beiden folgenden Spielzeiten der Profitour.
In seine erste Profisaison startete Lilley mit einer 2:4-Niederlage gegen Jack Lisowski beim Riga Masters. Sein erster Sieg als Profi gelang ihm bei den Northern Ireland Open 2019, als er sich mit 4:2 gegen Ding Junhui durchsetzte, bevor er in der zweiten Runde gegen Ben Woollaston verlor. Beim European Masters erzielte er sein bestes Saisonergebnis, als er durch Siege gegen Simon Lichtenberg und Ryan Day ins Sechzehntelfinale einzog, in dem er Barry Hawkins mit 2:5 unterlag. Zwei weitere Male gelangte er in die zweite Runde (Snooker Shoot-Out 2020, Gibraltar Open 2020), bevor er bei der WM-Qualifikation 2020 in der Auftaktrunde gegen den Polen Antoni Kowalski mit 4:6 verlor. In der Weltrangliste belegte er am Saisonende den 118. Platz.
Zu Beginn der Spielzeit 2020/21 gewann Lilley bei der Championship League ein Vorrundenspiel gegen Alan McManus, schied jedoch als Gruppendritter in der ersten Runde aus. Nachdem er bei den English Open durch Siege gegen Eden Sharav und Shaun Murphy ins Sechzehntelfinale einzog, in dem er dem Chinesen Zhou Yuelong unterlag, blieb er bis zum Jahresende sieglos. Anfang 2021 erreichte er nach einem Erstrundenaus beim Snooker Shoot-Out die zweite Runde bei den Welsh Open und bei den Gibraltar Open. Bei der WST Pro Series besiegte er unter anderem Ronnie O’Sullivan und Jamie Wilson, schied als Gruppendritter jedoch in der Vorrunde aus. Bei der WM-Qualifikation 2021 erreichte er kampflos die zweite Runde, in der er dem Waliser Jamie Jones mit 4:6 unterlag. In der Weltrangliste beendete er die Saison auf dem 95. Platz und verlor somit seinen Profistatus. Im Mai nahm er erstmals an der World Seniors Championship teil, für die er sich über die World Seniors Q School qualifiziert hatte, und zog durch Siege gegen Philip Williams, Ken Doherty und Patrick Wallace ins Endspiel ein, in dem er seinen Landsmann Jimmy White mit 5:3 besiegte. Wenig später trat er bei der Q School an; während er beim ersten Turnier das Halbfinale seiner Gruppe erreichte, schied er bei den beiden folgenden Turnieren früher aus und verpasste somit die direkte Rückkehr auf die Profitour.

## Erfolge
| Ergebnis               | Jahr    | Turnier                        | Finalgegner      | Endstand |
| ---------------------- | ------- | ------------------------------ | ---------------- | -------- |
| Qualifikationsturniere |         |                                |                  |          |
| Finalist               | 2016/1  | Q School                       | Chen Zhe         | 1:4      |
| Sieger                 | 2019/1  | Q School                       | Sean Maddocks    | 4:0      |
| Amateurturniere        |         |                                |                  |          |
| Sieger                 | 1995    | Europameisterschaft            | David Gray       | 8:7      |
| Finalist               | 1995    | IBSF-Weltmeisterschaft         | Sakchai Sim Ngam | 7:11     |
| Sieger                 | 1997    | English Amateur Championship   | Robert Marshall  | 8:7      |
| Sieger                 | 1999    | English Amateur Championship   | Andrew Norman    | 8:5      |
| Finalist               | 1999    | IBSF-Weltmeisterschaft         | Ian Preece       | 8:11     |
| Finalist               | 2000    | English Amateur Championship   | Nick Marsh       | 5:8      |
| Sieger                 | 2004    | English Amateur Championship   | Wayne Cooper     | 8:6      |
| Finalist               | 2007    | English Amateur Championship   | Martin Gould     | 7:8      |
| Finalist               | 2016/17 | English Amateur Tour – Event 2 | Luke Simmonds    | 1:4      |
| Sieger                 | 2016/17 | English Amateur Tour – Event 4 | Lee Shanker      | 4:0      |
| Finalist               | 2017    | English Amateur Championship   | Billy Joe Castle | 8:10     |
| Sieger                 | 2017/18 | English Amateur Tour – Event 4 | Harvey Chandler  | 4:3      |
| Sieger                 | 2018/19 | English Amateur Tour – Event 1 | William Lemons   | 4:3      |
| Sieger                 | 2018/19 | Challenge Tour – Event 5       | Brandon Sargeant | 3:1      |
| Finalist               | 2018/19 | English Amateur Tour – Event 5 | Simon Bedford    | 3:4      |
| Finalist               | 2018/19 | Challenge Tour – Event 8       | Simon Bedford    | 1:3      |
| Finalist               | 2018/19 | English Amateur Tour – Event 2 | Leo Fernandez    | 3:4      |
| Finalist               | 2019    | Europameisterschaft            | Kacper Filipiak  | 4:5      |
| Sieger                 | 2018/19 | English Amateur Tour – Event 6 | Leo Fernandez    | 4:0      |
| Sieger                 | 2021    | World Seniors Championship     | Jimmy White      | 5:3      |
| Sieger                 | 2021    | WPBSA Q Tour 2021/22 – Event 1 | Si Jiahui        | 5:1      |